# Leboniczky Imre
Leboniczky Imre (Gyöngyös, 1956. július 16. –) labdarúgó, kapus.

## Pályafutása
A labdarúgást a másod- és harmadosztályú Dunakeszi Vasutas csapatában kezdte. Sorkatonai szolgálata alatt a megyei első osztályban szereplő Ercsi csapatában védett. 1979 és 1984 között a Vasas labdarúgója volt. Az angyalföldiekkel két bajnoki bronzérmet és egy magyar kupa győzelmet szerzett. 1984 és 1987 között a Békéscsaba csapatában játszott. 1987 és 1992 között a Szeged SC kapusa volt. Az első osztályban összesen 134 mérkőzésen szerepelt. Az élvonalbeli pályafutása befejezése után még védett a Csanytelek, a Hódmezővásárhelyi MSE és a Dunakeszi Kinizsi csapataiban. Az aktív labdarúgást 2007-ben, 51 évesen fejezte be. 1994 óta edzőként is tevékenykedik. Először a Tisza Volán Focisuli csapatában volt kapusedző. 2006 óta a Pest megyei I/B osztályban szereplő Dunakeszi Kinizsi vezetőedzője.

## Sikerei, díjai
- Magyar bajnokság
  - 3.: 1979–80, 1980–81
- Magyar kupa (MNK)
  - győztes: 1981[2]
  - döntős: 1980[2]